# 렐릭 엔터테인먼트
렐릭 엔터테인먼트(Relic Entertainment)(이하 렐릭)는 캐나다의 컴퓨터 게임개발사로, 1999년 9월 28일 미국에서 발매된 홈월드라는 게임으로 유명해졌다. 당시 시에라 엔터테인먼트(SIERRA entertainment)에 소속되어있었으나, 해당 개발사가 사라졌다. 이후 2004년, THQ에 인수당하면서 게임을 더 많이 만들어내기 시작했으나 2013년에는 경매로 인해 세가로부터 매각하여 소속되었다. 대표적인 그들의 작품으로는 홈월드, 컴퍼니 오브 히어로즈, 돈 오브 워 등이 있다.
2010년 4월 27일. 렐릭과 국내 온라인 기업 윈디소프트(Windysoft)가 합작하여 컴퍼니 오브 히어로즈 온라인(Company Of Heros Online)(이하 코호)의 서비스를 시작하였으나, 계속되는 밸런스 문제, 신규 컨텐츠 부족, 신규 유저 부족, 기존 유저와 신규 유저와의 갈등, THQ의 불안한 회사자금상태 등 여러 요인이 복합적으로 작용하여 2011년 3월 4일에 서비스를 종료하였다. 한국 코호를 시작으로 중국, 북미에서도 연달아 서비스를 종료했다고 한다. 이 때부터 THQ의 자금부족 논란이 시작되었다.
실제로 2013년 1월 22일. THQ는 자신에 소속되어있던 스튜디어들을 경매에 입찰을 시작하였고, 이에 속해있던 스튜디어들 중 하나인 렐릭은 SEGA가 2,660만 달러(당시 한화 약 280억 원)를 입찰하여, 2,630만 달러로 신청했던 베데스다를 누르고 렐릭을 쟁취했다고 한다. 이 금액은 당시 THQ에 소속되어있던 스튜디어들이 낙찰된 가격 중 두 번째로 많은 금액이라고 한다.
합병후, 소니 필름의 지원을 받아 컴퍼니 오브 히어로즈 영화를 제작하였으나 쥐도 새도 모르게 사라졌다고 한다.
2013년 6월 25일에 발매예정된 컴퍼니 오브 히어로즈 2(Company Of Heroes 2)가 있다.

## 게임
- 홈월드
  - 홈월드2
- 워해머 40,000: 돈 오브 워
  - 워해머 40,000: 돈 오브 워: 윈터 어썰트
  - 워해머 40,000: 돈 오브 워: 다크 크루세이드
  - 워해머 40,000: 돈 오브 워: 소울 스톰
- 워해머 40,000: 돈 오브 워 2
  - 워해머 40,000: 돈 오브 워 2: 카오스 라이징
  - 워해머 40,000: 돈 오브 워 2: 레트리뷰션
- 컴퍼니 오브 히어로즈
  - 컴퍼니 오브 히어로즈 2: 잊혀진 희생